# Letteratura curda
La letteratura curda (in curdo وێژەی کوردی،ئەدەبیاتی کوردی‎, Wêjeya kurdî,Edebîatyi kurdî) è la letteratura scritta nelle lingue curde. Le opere letterarie curde sono scritte in ciascuna delle quattro lingue principali: zazaki, gorani, kurmanji e sorani. Ali Hariri (1009-1079) è uno dei primi noti poeti che scrissero in curdo, e proveniva dalla regione di Hakkari.

## Letteratura zazaki-gorani

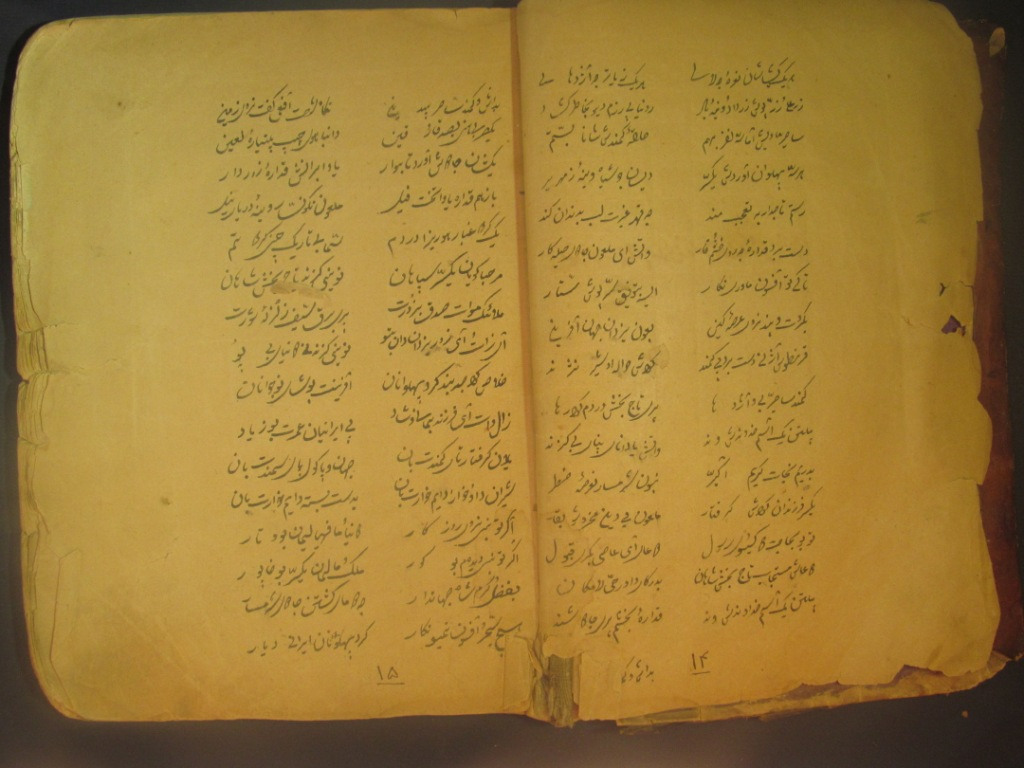
Un manoscritto dello Shahnameh curdo dall'archivio del comitato dell'eredità di Vejin a Mariwan

Alcuni dei famosi poeti e scrittori in lingua gorani sono Mele Perîşan (1356–1431), Shaykh Mustafa Takhtayi, Mistefa Bêsaranî (1642–1701), Muhammad Kandulayi (fine XVII secolo), Khana Qubadi (1700–1759), Shayda Awrami (1784–1852) e Mastura Ardalan (1805–1848). Le lingue zazaki gorani, che erano le lingue letterarie di gran parte di quello che oggi è conosciuto come Kurdistan iracheno, turco e iraniano, sono classificate come parte del ramo zaza-gorani delle lingue iraniche nord-occidentali.

## Letteratura kurmanji
Un'opera religiosa yazida, chiamata Meshefa Reş, rappresenta una forma classica del kurmanji, ed è stato ipotizzato che sia stata scritta nel XIII secolo. Tuttavia, è stato affermato che l'opera sia stata scritta in realtà agli inizi del XX secolo da autori non yazidi che cercavano di riassumere le credenze degli yazidi in una forma simile a quelle delle sacre scritture di altre religioni.
Tra gli autori kurmanji si annoverano:
1. Mela Hesenê Bateyî (1417–1495) di Hakkâri, che scrisse una raccolta di versi e un'antologia;
2. Salim Salman, autore di Yûsif û Zuleyxa nel 1586;
3. Melayê Cizîrî (1570–1640) della regione di Bohtan, il celebre poeta sufi. La sua raccolta di poesie contiene più di 2.000 versi
4. Ahmad Khani (1651–1707), l'autore di Mam and Zin, un lungo poema di 2.650 distici, è probabilmente il più noto e popolare tra i poeti curdi classici.[6]

## Letteratura sorani

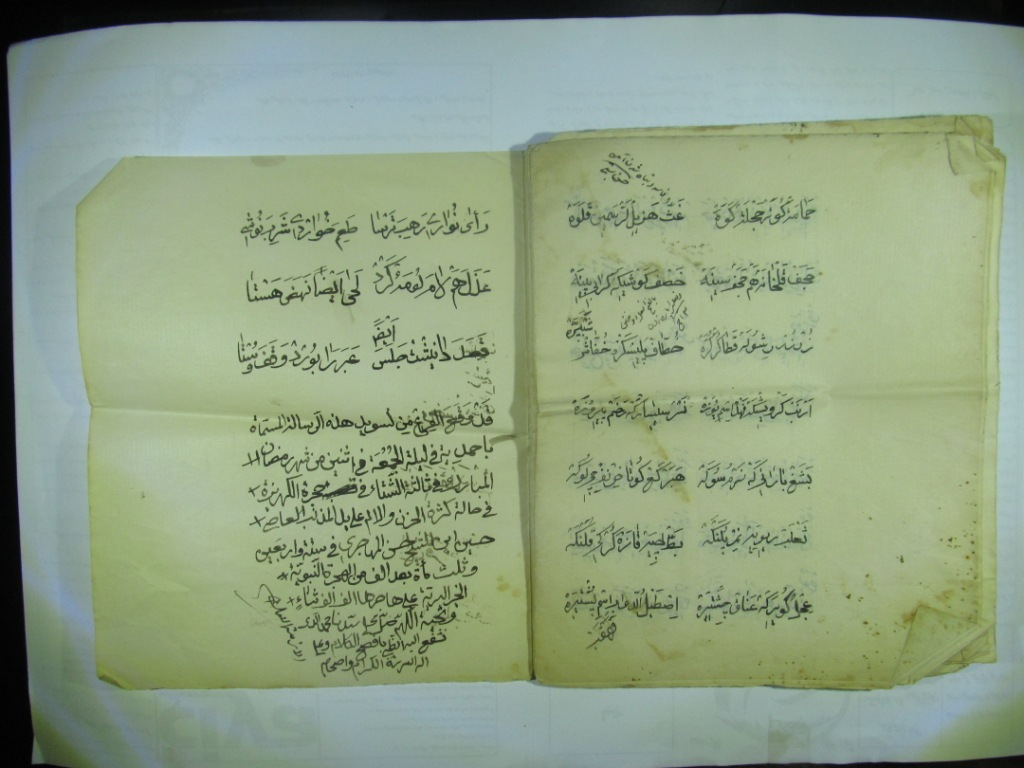
Un manoscritto del dizionario Ahmadi di Shex Marof Nodê (1753-1838) dall'archivio del comitato dell'eredità di Vejin. Questo manoscritto è stato scritto nel 1928.

A differenza del kurmanji, le opere letterarie in sorani non erano abbondanti prima della fine del XVIII secolo e dell'inizio del XIX secolo. Anche se molti poeti scrivevano in sorani, fu tuttavia solo dopo il poeta Nalî che il sorani divenne un importante dialetto in forma scritta. Nalî fu il primo poeta a scrivere un diwan in questo dialetto. Anche altri, come Salim e Kurdi, all'inizio del XIX secolo scrivevano in sorani. Tra gli altri poeti si annoverano Haji Qadir Koyi di Koy Sanjaq nel Kurdistan centrale (1817–1897) e Sheikh Reza Talabani (1835–1909). La vicinanza dei due dialetti sorani e kurmanji viene citata come una delle ragioni dell'inizio tardivo della letteratura in sorani, nonché dal fatto che tra il XV e il XIX secolo era presente una ricca tradizione letteraria nel dialetto kurmanji. Inoltre la presenza del dialetto gorani come lingua letteraria, legata allo yarsanesimo e alla dinastia degli Ardalan, fu un'altra ragione per cui le persone non producevano testi in sorani.

## Un elenco storico della letteratura curda e dei poeti

### Religiosi
- Mishefa Reş,il libro religioso dei curdi yazidi.[11] Si ritiene che sia stato scritto da Shaykh Hasan (nato c. 1195 d.C.), nipote di Shaykh Adi ibn Musâfir, il sacro profeta degli yazidi. Tuttavia, è stato affermato che in realtà è stato scritto nel XX secolo da curdi che non erano yazidi.[5]
- Serencam, Il libro di Yāresān.

### Dialetto zazaki-goranî
- Balool (IX secolo)
- Mala Pareshan (XIV secolo)
- Khana Qubadi (Xana Qubadî) (1700–1759)
- Sarhang Almas Khan (XVII e XVIII secolo)
- Mastoureh Ardalan (Mestûrey Erdelan) (1805–1848)
- Mawlawi Tawagozi (Mewlewî Tawegozî) (1806–1882)

### Poeti celebri in dialetto kurmancî
- Mela Hesenê Bateyî (Melayê Bateyî) (1417–1491) di Hekkarî, l'autore di Mewlûda Kurmancî (Compleanno a Kurmanji), una raccolta di poesie.
- Melayê Cizîrî (Mela Ehmedê Cizîrî) (1570–1640) della regione del Buhtan, poeta e sufi.
- Faqi Tayran (Feqiyê Teyran) (1590–1660) Studente di Melayê Cezîrî. È accreditato per aver contribuito al primo resoconto letterario della battaglia di Dimdim nel 1609-1610 tra i curdi e l'Impero safavide.
- Ahmad Khani (Ehmedê Xanî) (1651–1707) (Il dramma epico di Mem û Zîn) (Nato a Hakkari, Turchia)
- Mehmûd Bayazîdî (Mahmud Bayazidi), (1797–1859) scrittore curdo.

### Dialetto soranî
- Nalî (1798–1855)
- Haji Qadir Koyi (Hacî Qadir Koyî) (1817–1897)
- Sheikh Rezza Talabani (Şêx Reza Talebanî) (1835-1910)
- Mahwi (1830-1906)
- Wafaei (1844-1902)

### Poeti e scrittori curdi del XX secolo

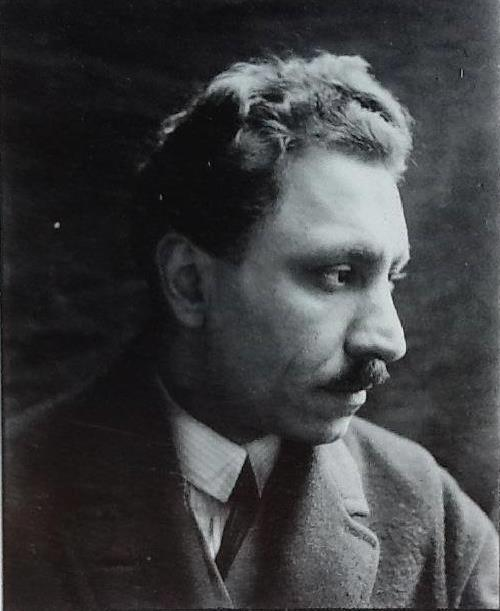
Celadet Bedir Khan

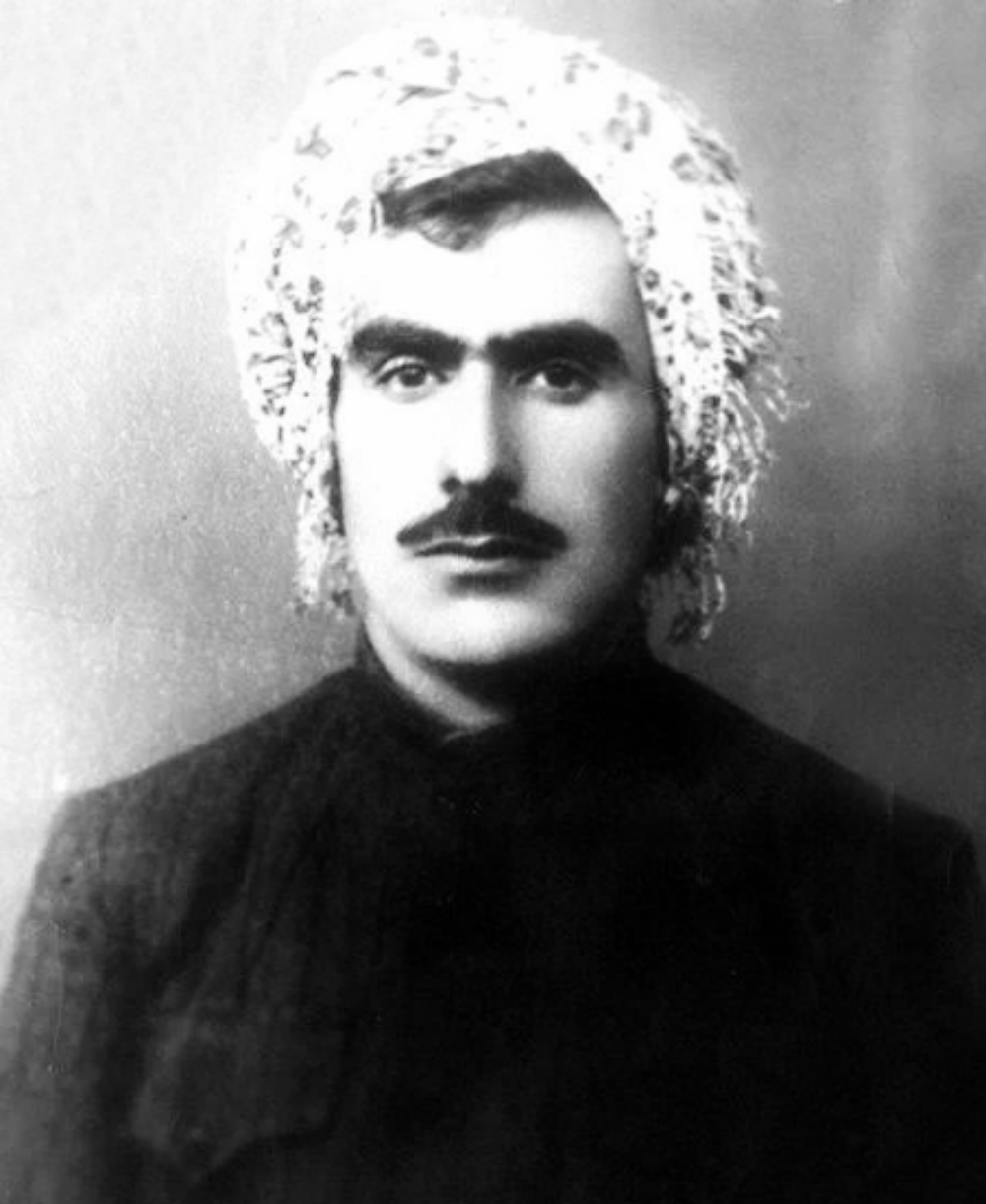
Hejar

- Nari Mela Kake Heme (1874–1944) Poeta, nato e morto a Marivan.
- Piramerd o Pîremêrd (Tewfîq Beg Mehmûd Axa) (1867–1950) poeta, scrittore, drammaturgo e giornalista.
- Celadet Alî Bedirxan (1893–1951) Scrittore, giornalista e linguista. Creatore del moderno alfabeto kurmanji.
- Arab Shamilov (Erebê Şemo) (1897–1978). Scrittore curdo in Armenia.
- Cigerxwîn o Cegerxwîn (Jigarkhwin) (Sheikmous Hasan) (1903–1984) poeta, nato a Mardin, ottomano. Morto in Svezia.
- Abdulla Goran (1904–1962). Il fondatore della moderna poesia curda.
- Osman Sabri (1905–1993) poeta, scrittore e giornalista curdo, Turchia/Siria.
- Nado Makhmudov (1907–1990), scrittore e personaggio pubblico curdo, Armenia.
- Hemin Mukriyani (Hêmin Mukriyanî) (1920–1986) poeta e giornalista, Iran.
- Hejar (Abdurrahman Sharafkandi) (1920–1990), poeta, scrittore, traduttore e linguista, Iran.
- Jamal Nebez (nato nel 1933) Scrittore, linguista, traduttore e accademico, Germania.
- Sherko Bekas (Şêrko Bêkes) (nato nel 1940) poeta, Kurdistan iracheno. Le sue poesie sono state tradotte in oltre 10 lingue.
- Latif Halmat (Letîf Helmet) (nato nel 1947), poeta, Kurdistan iracheno.
- Abdulla Pashew (Ebdulla Peşêw) (nato nel 1947), poeta.
- Alan Rubar (nato nel 1948) Poeta e traduttore. Nato nel Kurdistan iraniano, Sardasht.
- Salim Barakat (nato nel 1951) poeta, scrittore e romanziere.
- Rafiq Sabir (nato nel 1950) poeta, Svezia.
- Mehmed Uzun (1953–2007), scrittore e romanziere contemporaneo.
- Firat Cewerî (nato nel 1959), scrittore e romanziere contemporaneo.
- Jan Dost (nato nel 1965), scrittore e romanziere
- İbrahim Halil Baran (nato nel 1981), poeta, scrittore e designer.
- Azad Zal (nato nel 1972), scrittore-giornalista-traduttore-poeta-linguista e lessicografo
- Suwara Ilkhanizada (1937–1976), Tra i primi poeti che composero poesie moderne in Kurdistan.

### Poeti e scrittori curdi del XXI secolo
- Bachtyar Ali (1960-), romanziere di Slemani, Kurdistan iracheno
- Behrouz Boochani (1983-), romanziere di Ilam, Iran